# Амвросий, мученик
Амвросий (Лигурия — Ферентино, 16 августа 304 года) — святой мученик, римский воин. Дни памяти — 1 мая и 16 августа. 
Святой Амвросий, римский воин, погиб в IV веке во времена великого преследования императора Диоклетиана. Почитается как святой католической церковью и православной церковью. Его святые мощи почивают в соборе города Ферентино.